# 佐竹学
佐竹 学（さたけ まなぶ、1974年10月27日 - ）は、北海道札幌市手稲区出身の元プロ野球選手（外野手・内野手）、コーチ。右投右打。

## 経歴

### プロ入り前
小学生時代、札幌市手稲区にある富丘ベアーズで頭角を現す。札幌市立富丘小学校、東海大学第四高校中等部、東海大学付属第四高校と進む。東海大四高校では遊撃手としてプレーしたが3年夏は南北海道大会準決勝で敗退し甲子園には届かなかった。
東海大学へ進学し3季連続ベストナインに選ばれるなど活躍し、1996年の日米大学野球のメンバーにも選ばれた。首都大学リーグ通算61試合出場、233打数86安打、打率.369、40打点。ベストナイン3回（二塁手2、三塁手1）。

### オリックス時代
1997年のプロ野球ドラフト会議でオリックス・ブルーウェーブに4位指名され入団。初出場となった5月25日の千葉ロッテマリーンズ戦で5打数4安打を記録し、新人がデビュー戦で4安打を放ったのはプロ野球史上初めてだった。1年目から80試合に出場した。
1999年8月7日の西武ライオンズ戦では11回裏に橋本武広からサヨナラヒットを放った。

### 楽天時代
2004年オフ、オリックスと大阪近鉄バファローズの球団合併に伴う分配ドラフトにより東北楽天ゴールデンイーグルスに移籍。
2005年のシーズンは開幕から出遅れるも、広橋公寿コーチのもと打撃フォーム改造が成功。自身最多の225打席に立ち、打率.310の好成績を残しキャリアハイの成績を挙げた。9月27日の対ソフトバンク19回戦（福岡Yahoo! JAPANドーム）にて球団初のランニング本塁打を記録している。
2006年のシーズンは一転して不振で、シーズン終了直前に戦力外通告を受け現役を引退した。

### 現役引退後
2007年からは一軍外野守備走塁コーチとして楽天に残留した。背番号は75。その後、2009年まで同コーチを務め、10月26日に同年限りで退団することが発表された。在籍中は一塁ベースコーチも務め、野村克也監督から盗塁に関する指示を任せられた。結果的に、就任前の2006年は75個だったチーム盗塁数も、2009年には103個まで増加した。
2010年は古巣・オリックスに戻り、スカウトを務めた。
2010年11月3日、2011年からオリックスの一軍外野守備走塁コーチを務めることが発表された。背番号は75。その後、2016年まで同コーチを務め、2017年は二軍ヘッドコーチを担当。2018年からは再び一軍外野守備・走塁コーチに復帰し、2020年まで同コーチを務めた。2021年はコーチの一軍・二軍の枠が撤廃され、外野守備走塁コーチとして在籍。そして2021年11月1日、契約満了に伴い同年限りで退団することが発表された。
2021年11月8日、2022年から一軍外野守備走塁コーチとして楽天に復帰することが発表された。背番号は87。2023年は野手総合コーチも兼任し、一軍野手総合兼外野守備走塁コーチとなった。10月12日、本人からの申し出により退団することが発表された。
2024年より、横浜DeNAベイスターズで走塁担当のアナリストを務める。5月28日からのセ・パ交流戦では、パ・リーグでの経験の長さを買われ、マネジャー扱いでベンチ入りするようになった。

## エピソード
現役時代に1回、コーチ就任後に2回、暴力行為を理由に退場処分を受けている。
- 2002年10月13日の対大阪近鉄バファローズ戦で5回に三塁への帰塁が遅れてアウトになった際、判定を不服として三塁塁審の丹波幸一に暴力行為を働き退場となった。
- 2016年8月30日の対千葉ロッテマリーンズ戦で一塁塁審牧田匡平に詰め寄って接触があり、退場となった[18]。
- 2019年8月13日の対埼玉西武ライオンズ戦で4回表の二死満塁の場面で西武の森脇亮介が若月健矢に死球を与えた場面で、この日オリックスが受けた3個目の死球であったことから若月がマウンド方向に詰め寄り、一塁コーチだった佐竹が森脇の胸を突いて球審の原信一朗から退場を宣告された。佐竹の暴力行為を発端に乱闘騒ぎへと発展し、警告試合が宣告された。翌日、NPBコミッショナーの斉藤惇より、制裁金15万円と厳重注意の処分を科された[19]。

## 詳細情報

### 年度別打撃成績
| 年 度      | 球 団      | 試 合 | 打 席 | 打 数 | 得 点 | 安 打 | 二 塁 打 | 三 塁 打 | 本 塁 打 | 塁 打 | 打 点 | 盗 塁 | 盗 塁 死 | 犠 打 | 犠 飛 | 四 球 | 敬 遠 | 死 球 | 三 振 | 併 殺 打 | 打 率 | 出 塁 率 | 長 打 率 | O P S |
| ---------- | ---------- | ----- | ----- | ----- | ----- | ----- | -------- | -------- | -------- | ----- | ----- | ----- | -------- | ----- | ----- | ----- | ----- | ----- | ----- | -------- | ----- | -------- | -------- | ----- |
| 1997       | オリックス | 80    | 191   | 163   | 13    | 42    | 2        | 1        | 0        | 46    | 7     | 1     | 2        | 10    | 2     | 14    | 1     | 2     | 36    | 6        | .258  | .320     | .282     | .603  |
| 1998       | オリックス | 62    | 162   | 150   | 11    | 30    | 6        | 0        | 0        | 36    | 10    | 3     | 1        | 5     | 1     | 3     | 0     | 3     | 16    | 5        | .200  | .229     | .240     | .469  |
| 1999       | オリックス | 62    | 148   | 140   | 14    | 28    | 5        | 0        | 2        | 39    | 16    | 1     | 0        | 0     | 0     | 6     | 1     | 2     | 27    | 5        | .200  | .243     | .279     | .522  |
| 2000       | オリックス | 55    | 83    | 75    | 14    | 16    | 6        | 1        | 2        | 30    | 10    | 1     | 2        | 1     | 1     | 5     | 0     | 1     | 22    | 1        | .213  | .268     | .400     | .668  |
| 2001       | オリックス | 24    | 43    | 38    | 4     | 11    | 1        | 0        | 0        | 12    | 1     | 0     | 0        | 0     | 0     | 5     | 1     | 0     | 10    | 0        | .289  | .372     | .316     | .688  |
| 2002       | オリックス | 83    | 165   | 137   | 11    | 38    | 7        | 2        | 0        | 49    | 9     | 0     | 5        | 7     | 0     | 17    | 0     | 4     | 30    | 7        | .277  | .373     | .358     | .731  |
| 2003       | オリックス | 23    | 15    | 14    | 1     | 1     | 0        | 0        | 0        | 1     | 0     | 0     | 0        | 0     | 0     | 1     | 0     | 0     | 2     | 1        | .071  | .133     | .071     | .205  |
| 2004       | オリックス | 47    | 63    | 56    | 7     | 12    | 3        | 1        | 0        | 17    | 4     | 2     | 1        | 3     | 0     | 2     | 0     | 2     | 12    | 0        | .214  | .267     | .304     | .570  |
| 2005       | 楽天       | 64    | 225   | 200   | 20    | 62    | 7        | 0        | 1        | 72    | 14    | 1     | 1        | 6     | 1     | 13    | 0     | 5     | 33    | 3        | .310  | .365     | .360     | .725  |
| 2006       | 楽天       | 38    | 75    | 64    | 5     | 11    | 1        | 1        | 0        | 14    | 7     | 2     | 1        | 1     | 1     | 6     | 0     | 3     | 16    | 2        | .172  | .270     | .219     | .489  |
| 通算：10年 | 通算：10年 | 538   | 1170  | 1037  | 100   | 251   | 38       | 6        | 5        | 316   | 78    | 11    | 13       | 33    | 6     | 72    | 3     | 22    | 204   | 30       | .242  | .303     | .305     | .608  |

### 表彰
- JA全農Go・Go賞好走塁賞（2006年3・4月）

### 記録
初記録
- 初出場・初先発出場：1997年5月25日、対千葉ロッテマリーンズ7回戦（千葉マリンスタジアム）、8番・三塁手として先発出場
- 初打席・初安打：同上、2回表に薮田安彦から右前安打
- 初打点：1997年6月3日、対千葉ロッテマリーンズ8回戦（秋田市八橋運動公園硬式野球場）、2回裏にマイク・フィアリーから
- 初盗塁：1997年6月15日、対千葉ロッテマリーンズ12回戦（グリーンスタジアム神戸）、7回裏に二盗（投手：河本育之、捕手：吉鶴憲治）
- 初本塁打：1999年5月28日、対日本ハムファイターズ7回戦（グリーンスタジアム神戸）、1回裏にシャノン・ウィッテムから

### 背番号
- 25（1997年 - 2006年）
- 75（2007年 - 2009年、2011年 - 2021年）
- 87（2022年 - 2023年）